# 깊이 감각

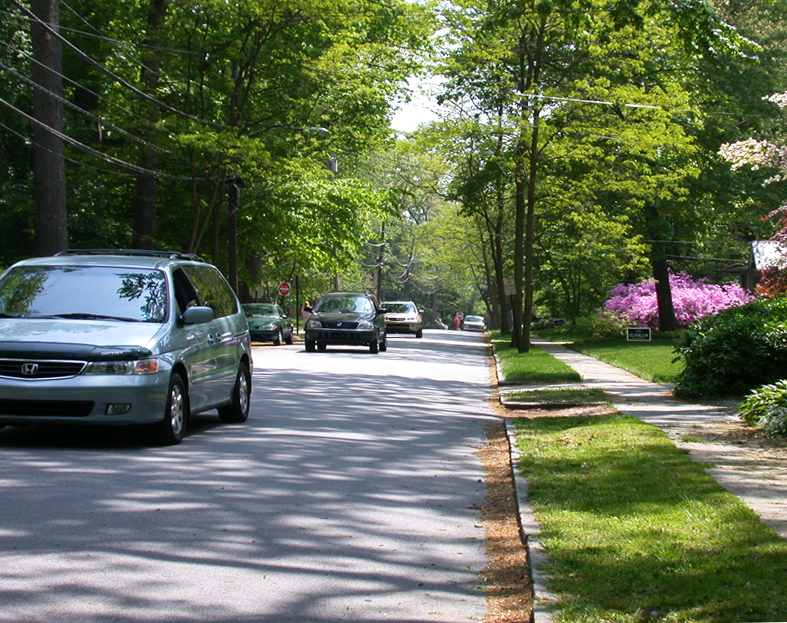
관점, 상대적 크기, 맞물림, 질감의 변화도들은 모두 이 3차원 사진에 반영되어 있다.

깊이 감각(depth perception), 거리 감각, 깊이 지각, 심도 인지, 깊이 인지력은 3차원(3D) 세계와 물체의 거리를 인지하는 시각 능력을 말한다. 유의어로 공간 지각이라고도 한다. 영어로 "depth sensation"라는 표현은 동물에게만 사용된다.
깊이 감각은 다양한 깊이 단서(depth cue)로부터 발생한다. 이것들은 일반적으로 양안시 단서들로 분류되며 두 눈으로부터 3차원의 감각 정보를 받아들이는 것에 기반을 두며, 단안시 단서는 2차원으로만 표현이 가능하며 하나의 눈으로만 관찰된다. 양안시 단서들에는 입체시, 안구 집중(eye convergence), 부등, 시차를 이용하여 양안시로부터의 깊이를 만들어내는 일이 포함된다. 단안시 단서에는 크기가 포함된다.

## 같이 보기
- 눈 (인체)
- 착시
- 지각 (심리학)
- 망막
- 감각

## 참고 문헌
- Howard, Ian P.; Rogers, Brian J. (2012). 《Perceiving in Depth》. New York: Oxford University Press. In three volumes
- Palmer, S. E. (1999). 《Vision science: Photons to phenomenology》. Cambridge, MA: Bradford Books/MIT Press.
- Pirazzoli, G.P. (2015). 《Le Corbusier, Picasso, Polyphemus and Other Monocular Giants / e altri giganti monòculi》. Firenze, Italy: goWare.
- Pinker, Steven (1997). 〈The Mind's Eye〉. 《How the Mind Works》. 211–233쪽. ISBN 0-393-31848-6.
- Sternberg RJ, Sternberg K, Sternberg K (2011). 《Cognitive Psychology》 6판. Wadsworth Pub Co.
- Purves D, Lotto B (2003). 《Why We See What We Do: An Empirical Theory of Vision》. Sunderland, MA: Sinauer Associates.
- Steinman, Scott B.; Steinman, Barbara A.; Garzia, Ralph Philip (2000). 《Foundations of Binocular Vision: A Clinical Perspective》. New York: McGraw-Hill Medical. ISBN 0-8385-2670-5.
- Okoshi, Takanori. (2012). 《Three-dimensional imaging techniques》. Elsevier. 387–387쪽. ASIN B01D3RGBGS.